# Pink Punk
Pink Punk – trzeci album studyjny polskiej piosenkarki Agnieszki Chylińskiej. Wydawnictwo ukazało się 26 października 2018 roku nakładem wytwórni muzycznej Top Managment/Warner Music Poland. Pod względem muzycznym płyta łączy w sobie przede wszystkim, rock oraz punk rock. Muzykę skomponowali Bartek Królik i Marek Piotrowski, natomiast teksty napisała sama piosenkarka.
Album zadebiutował na 2. miejscu polskiej listy sprzedaży – OLiS. 
Krążek uzyskał status złotej płyty za sprzedaż ponad 15 tysięcy kopii.
Płytę promuje singiel „Mam zły dzień” wydany 26 października 2018. Na początku 2019 został wydany drugi i ostatni singiel promujący wydawnictwo zatytułowany "Schiza".

## Lista utworów
Opracowano na podstawie materiału źródłowego.
| Nr  | Tytuł utworu    | Słowa               | Muzyka                          | Długość |
| --- | --------------- | ------------------- | ------------------------------- | ------- |
| 1.  | „Mam zły dzień” | Agnieszka Chylińska | Bartek Królik, Marek Piotrowski | 2:38    |
| 2.  | „Haj i sztos”   | Agnieszka Chylińska | Bartek Królik, Marek Piotrowski | 3:40    |
| 3.  | „Szok”          | Agnieszka Chylińska | Bartek Królik, Marek Piotrowski | 2:15    |
| 4.  | „Schiza”        | Agnieszka Chylińska | Bartek Królik, Marek Piotrowski | 4:00    |
| 5.  | „Oj!”           | Agnieszka Chylińska | Bartek Królik, Marek Piotrowski | 3:44    |
| 6.  | „Śmie(r)ć”      | Agnieszka Chylińska | Bartek Królik, Marek Piotrowski | 2:40    |
| 7.  | „Tapeta”        | Agnieszka Chylińska | Bartek Królik, Marek Piotrowski | 2:34    |
| 8.  | „Grinhed”       | Agnieszka Chylińska | Bartek Królik, Marek Piotrowski | 2:21    |
| 9.  | „Psie życie”    | Agnieszka Chylińska | Bartek Królik, Marek Piotrowski | 4:58    |
| 10. | „Nerv”          | Agnieszka Chylińska | Bartek Królik, Marek Piotrowski | 3:06    |
| 11. | „Utopie”        | Agnieszka Chylińska | Bartek Królik, Marek Piotrowski | 2:54    |
|     |                 |                     |                                 | 34:50   |

## Twórcy
- Agnieszka Chylińska – wokal prowadzący
- Bartek Królik – chórki, gitara basowa, gitara,
- Marek Piotrowski – instrumenty klawiszowe, produkcja muzyczna i miks, realizacja,
- Maciej Mąka – gitara,
- Bartłomiej "Szopix" Czerniachowski - perkusja.

## Pozycje na listach sprzedaży
| Kraj   | Lista (2018)              | Najwyższa pozycja |
| ------ | ------------------------- | ----------------- |
| Polska | Oficjalna Lista Sprzedaży | 2                 |

## Certyfikat
| Kraj          | Certyfikat  | Sprzedaż |
| ------------- | ----------- | -------- |
| Polska (ZPAV) | złota płyta | 15 000+  |